# تنت آمون (زوجة سمندس)
تنت آمون، هي ملكة مصرية قديمة غير حاكمة أو زوجة ملك عاشت خلال عهد الأسرة الحادية والعشرين، وهي على أرجح الأقوال زوجة الملك نسو با نب جد (سمندس كما أسماه الإغريق).

## عائلتها
من المحتمل أن تكون ابنة الملك رعمسيس الحادي عشر، الحاكم الأخير في الأسرة العشرين. ووالدتها قد تكون تنت آمون الأخرى التي كانت أم ابنة رعمسيس الأخرى دوات حتحور حنوت تاوي.

## التعرف عليها
في قصة سياحة ونامون ذكرت مع نسو با نب جد على أنهما يقيمان في تانيس. ووصف كلاهما بأنه «حاكم الأرض». وانطلاقاً من ذلك فغالبا ما يتم التدليل على أنها كانت زوجة الملك سمندس، أول ملوك الأسرة الحادية والعشرين.